# Rodolphe Gilbert
Rodolphe Gilbert, né le 12 décembre 1968 à Brou-sur-Chantereine (Seine-et-Marne), est un joueur professionnel et entraîneur de tennis français.
Il n'a jamais atteint de finale de tournoi ATP en simple mais sa carrière a été plus fructueuse en double, avec deux titres ATP pour quatre finales jouées.
Il a par ailleurs joué pour l'équipe de France de Coupe Davis, à l'occasion d'une seule rencontre en 1993.

## Carrière
Rodolphe Gilbert remporte son premier tournoi Challenger à Hossegor en 1990 et il y bat en finale son premier top 100, Ronald Agenor, alors 37e. Il remporte 4 autres tournois Challenger en simple durant sa carrière : à New Ulm en 1991, aux Açores en 1993 et à Ségovie en 1994 et 1995 (où il s'impose également en double lors de ces deux éditions). Son meilleur résultat en simple sur le circuit ATP est une demi-finale à Bordeaux en 1992.
Il compte notamment deux victoires de prestige sur des joueurs du top 10 : en 1991, alors classé 132e, il bat à la surprise générale Pete Sampras, 6e mondial, à Miami (6-4, 6-2). Cette victoire permet de le faire connaître du grand public. Deux ans plus tard, à Roland-Garros, il élimine le 4e mondial Boris Becker au deuxième tour (7-5, 6-3, 7-5). C'est d'ailleurs l'une des deux seules occasions pour lui d'enchaîner deux victoires en simple dans un tableau principal en Grand Chelem, atteignant ainsi le troisième tour comme lors de l'édition précédente de Roland-Garros.
Il participe à une rencontre de Coupe Davis en 1993, en quart de finale contre l'Inde dans les arènes de Fréjus. Alors que la France menait 2 à 1 après le match de double, Leander Paes bat Arnaud Boetsch et place les deux équipes à égalité. C'est dans ce contexte difficile que Rodolphe Gilbert est appelé à jouer son seul match de Coupe Davis, remplaçant Henri Leconte pour ce simple décisif. Après avoir mené 2 sets à 1, il s'incline finalement face à Ramesh Krishnan, dans un match joué sur deux jours et conclu sur le score de 6-2, 4-6, 6-4, 5-7, 4-6.
Il arrête sa carrière sportive en 2000 mais il rejoue une dizaine de tournois en France entre 2008 et 2009.

## Palmarès

### Titres en double messieurs
| No | Date       | Nom et lieu du tournoi          | Catégorie    | Dotation  | Surface    | Partenaire       | Finalistes                     | Score         |          |
| -- | ---------- | ------------------------------- | ------------ | --------- | ---------- | ---------------- | ------------------------------ | ------------- | -------- |
| 1  | 04-02-1991 | Chevrolet Classic Guarujá       | World Series | 125 000 $ | Dur (ext.) | Olivier Delaitre | Shelby Cannon Greg Van Emburgh | 6-2, 6-4      |          |
| 2  | 03-04-1995 | South African Open Johannesburg | World Series | 303 000 $ | Dur (ext.) | Guillaume Raoux  | Martin Sinner Joost Winnink    | 6-4, 3-6, 6-3 | Parcours |

### Finales en double messieurs
| No | Date       | Nom et lieu du tournoi                | Catégorie    | Dotation  | Surface         | Vainqueurs                        | Partenaire             | Score    |          |
| -- | ---------- | ------------------------------------- | ------------ | --------- | --------------- | --------------------------------- | ---------------------- | -------- | -------- |
| 1  | 06-02-1995 | Marseilles Open Marseille             | World Series | 514 250 $ | Moquette (int.) | David Adams Andreï Olhovskiy      | Jean-Philippe Fleurian | 6-1, 6-4 | Parcours |
| 2  | 09-09-1996 | Bournemouth International Bournemouth | World Series | 375 000 $ | Terre (ext.)    | Marc-Kevin Goellner Greg Rusedski | Nuno Marques           | 6-3, 7-6 |          |

## Parcours en Grand Chelem

### En simple
| Année | Open d'Australie | Open d'Australie | Internationaux de France | Internationaux de France | Wimbledon       | Wimbledon     | US Open         | US Open     |
| ----- | ---------------- | ---------------- | ------------------------ | ------------------------ | --------------- | ------------- | --------------- | ----------- |
| 1991  | —                | —                | 1er tour (1/64)          | H. Leconte               | 1er tour (1/64) | J. Courier    | 2e tour (1/32)  | D. Rostagno |
| 1992  | 1er tour (1/64)  | J. Courier       | 3e tour (1/16)           | P. Sampras               | 1er tour (1/64) | B. Karbacher  | 1er tour (1/64) | S. Bruguera |
| 1993  | 2e tour (1/32)   | G. Raoux         | 3e tour (1/16)           | S. Doseděl               | 1er tour (1/64) | T. Martin     | 1er tour (1/64) | C. Costa    |
| 1994  | 2e tour (1/32)   | F. Santoro       | 1er tour (1/64)          | J. Arrese                | 1er tour (1/64) | O. Delaitre   | 2e tour (1/32)  | C. Pioline  |
| 1995  | 1er tour (1/64)  | R. Fromberg      | 1er tour (1/64)          | T. Carbonell             | —               | —             | —               | —           |
| 1996  | 1er tour (1/64)  | C. Ruud          | —                        | —                        | —               | —             | —               | —           |
| 1997  | —                | —                | 1er tour (1/64)          | M. Chang                 | 2e tour (1/32)  | W. Ferreira   | —               | —           |
| 1998  | —                | —                | 2e tour (1/32)           | R. Krajicek              | —               | —             | —               | —           |
| 1999  | —                | —                | 1er tour (1/64)          | F. Mantilla              | —               | —             | —               | —           |
| 2000  | —                | —                | Q2                       | Vadim Kutsenko           | Q2              | Jürgen Melzer | —               | —           |

N.B. : à droite du résultat se trouve le nom de l'ultime adversaire.

### En double
| Année | Open d'Australie              | Open d'Australie          | Internationaux de France    | Internationaux de France  | Wimbledon                  | Wimbledon               | US Open                     | US Open                      |
| ----- | ----------------------------- | ------------------------- | --------------------------- | ------------------------- | -------------------------- | ----------------------- | --------------------------- | ---------------------------- |
| 1991  | —                             | —                         | 1er tour (1/32) O. Delaitre | G. Muller D. Visser       | 1er tour (1/32) M. Bahrami | P. Galbraith T. Witsken | 1er tour (1/32) M. Bahrami  | J. Siemerink C. Van Rensburg |
| 1992  | —                             | —                         | 2e tour (1/16) O. Delaitre  | J. Grabb R. Reneberg      | —                          | —                       | —                           | —                            |
| 1993  | —                             | —                         | 2e tour (1/16) G. Raoux     | T. Carbonell C. Costa     | —                          | —                       | —                           | —                            |
| 1994  | —                             | —                         | 1/8 de finale G. Raoux      | D. Adams A. Olhovskiy     | —                          | —                       | —                           | —                            |
| 1995  | 2e tour (1/16) J.-P. Fleurian | H. Holm S. Lareau         | 1er tour (1/32) G. Raoux    | J. Grabb P. McEnroe       | —                          | —                       | 1/8 de finale T. Benhabiles | K. Flach K. Jones            |
| 1996  | 2e tour (1/16) G. Raoux       | P. Galbraith A. Olhovskiy | 1er tour (1/32) S. Simian   | J.-P. Fleurian G. Raoux   | —                          | —                       | —                           | —                            |
| 1997  | —                             | —                         | 1er tour (1/32) G. Raoux    | J.-P. Fleurian S. Simian  | —                          | —                       | —                           | —                            |
| 1998  | —                             | —                         | 1er tour (1/32) S. Simian   | J. Eagle A. Florent       | —                          | —                       | —                           | —                            |
| 1999  | —                             | —                         | 1er tour (1/32) A. Boetsch  | M. Merklein M. Sell       | —                          | —                       | —                           | —                            |
| 2000  | —                             | —                         | 1er tour (1/32) A. Boetsch  | J. Balcells G. Ivanišević | —                          | —                       | —                           | —                            |

N.B. : le nom du ou de la partenaire se trouve sous le résultat ; le nom des ultimes adversaires se trouve à droite.

## Parcours dans lesMasters 1000
| Année | Indian Wells | Miami              | Monte-Carlo             | Rome | Hambourg                | Canada | Cincinnati          | Stockholm | Paris                 |
| ----- | ------------ | ------------------ | ----------------------- | ---- | ----------------------- | ------ | ------------------- | --------- | --------------------- |
| 1991  | —            | 3e tour C. Caratti | —                       | —    | —                       | —      | 1er tour M. Chang   | —         | 2e tour M. Chang      |
| 1992  | —            | 3e tour C. Pioline | —                       | —    | —                       | —      | —                   | —         | —                     |
| 1993  | —            | 2e tour M. Stich   | 1er tour A. Cherkasov   | —    | 2e tour R. Krajicek     | —      | 1er tour J. Tarango | —         | 1er tour A. Olhovskiy |
| 1993  | —            | 2e tour B. Gilbert | 1er tour A. Berasategui | —    | 1er tour J. Renzenbrink | —      | —                   | —         | —                     |

N.B. : sous le résultat se trouve le nom de l’ultime adversaire.

## Victoires sur des joueurs du Top 15
- Pete Sampras (no 6) : au 2e tour du Masters de Miami 1991 en 1991
- Karel Nováček (no 13) : au 2e tour du Masters de Miami 1992 en 1992
- Karel Nováček (no 13) : au 2e tour de l'Open de Barcelone en 1992
- Guy Forget (no 11) : en quart de finale du Tournoi de Bordeaux en 1992
- Boris Becker (no 4) : au 2e tour de Roland-Garros en 1993